# Korea Institute for International Economic Policy
Das Korea Institute for International Economic Policy (KIEP) ist eine Denkfabrik unter der Verwaltung und Leitung Südkoreas. KIEPs Hauptsitz befindet sich im Seouler Distrikt Seochu-gu ist aber auch mit einem Standort in Peking vertreten. Die Forschung konzentriert sich auf die Beziehungen zwischen Südkorea und der internationalen Wirtschaft. Das Institut gehört in der Rangliste der University of Pennsylvania zu den 25 besten Denkfabriken in der Kategorie International Economic Policy. Weiterhin ist KIEP Mitglied im National Research Council for Economics, Humanities and Social Sciences (NRCS), dem zentralen Dachverband südkoreanischer Forschungsinstitute.

## Geschichte
KIEP wurde 1990 auf Initiative der südkoreanischen Regierung gegründet und seither mehrmals erweitert. Das Center for Regional Economic Studies (CRES) beispielsweise kam im Jahr 1992 hinzu, die Niederlassung in Peking 1997. Als Japan, Südkorea und die Volksrepublik China 1999 die Formierung einer trilaterealen Forschungsgruppe für gemeinsame Forschung zur wirtschaftlichen Zusammenarbeit beschlossen wurde KIEP dazu auserwählt hierbei die südkoreanische Seite zu vertreten. KIEP arbeitet für Südkorea ebenfalls mit in dem im Jahr 2003 gegründeten chinesisch-südkoreanischem Forschungsprogramm zum bilateralen Handel zwischen den beiden Staaten. Im Jahr 2006 wurde gemeinsam mit der Seoul National University und mit Unterstützung der EU-Kommission das Center for EU Studies als ostasiatisches Forschungszentrum für EU-Studien eingerichtet.

## Struktur
KIEP wird von einem Präsidenten geleitet. Seit 2020 hat Heungchong Kim diese Position inne. Er wird von einem Vize-Präsidenten sowie von der Planungs- und Forschungsabteilung unterstützt, um die über 160 Angestellten (darunter mehr als 50 Forschungsstipendiaten mit Doktorgrad) zu leiten.
Die Hauptfunktion des Instituts ist die Beratung der südkoreanischen Regierung in allen Feldern der internationalen Wirtschaftspolitik betreffend. Daneben führt KIEP auf Anfrage aber auch Forschungsprojekte für außenstehende Organisationen aus.
Die Forschung des KIEP ist im Wesentlichen auf fünf Hauptdivisionen unterteilt:
- Das Department of International Macroeconomics and Finance analysiert makroökonomische und finanzwirtschaftliche Themen und insbesondere deren Relevanz für die südkoreanische Ökonomie.
- Die Forschung des Departments of Trade and Investment Policy konzentriert sich auf Angelegenheiten internationale Organisationen wie z. B. WTO oder OECD betreffend.
- Das Center for Regional Economic Studies (CRES) untersucht Trends und Entwicklungen in anderen Ländern und Regionen, die für Südkorea von Bedeutung sind.
- Das Center for International Development Cooperation beschäftigt sich mit Fragen der internationalen Entwicklungshilfezusammenarbeit und der asiatischen wirtschaftlichen Zusammenarbeit.
- Forschung zur Unterstützung der Politikgestaltung Südkoreas gegenüber der APEC wird im National Center for APEC Studies koordiniert und durchgeführt.

Darüber hinaus an KIEP angeschlossen ist das Korea Economic Institute (KEI) mit Sitz in Washington D.C., weiterhin ist KIEP gemeinsam mit dem Earth Institute (EI) der Columbia University und Keio Universitys Global Security Research Center (GSEC) Träger des Asia-Economic Panels (AEP).

## Publikationen
Das Institut veröffentlicht regelmäßig Analysen, Arbeitspapiere, Monographien und Zeitschriften, darunter auch das vierteljährlich erscheinende Journal of East Asian Economic Integration (JEAI).